# Caroline Berg
Caroline Berg, född Mörner 14 februari 1968, är en svensk familjeföretagare i femte generationen och sedan 2015 styrelseordförande i Axel Johnson AB. 
Caroline Berg är näst äldsta barn till Nils Mörner och Antonia Ax:son Johnson. Hon har en kandidatexamen i psykologi och mediekunskap från Middlebury College i Middlebury i Vermont i USA. Hon arbetade med filmproduktion på bland annat Strix Television och ZTV 1992–1993 och var dokumentärfilmare på Sveriges Television 1994–2000.
Hon arbetade från 2005 inom Axel Johnson, mellan 2006 och 2014 i koncernledningen som direktör för Human Development och kommunikation. Sedan mars 2015 är Caroline Berg styrelseordförande i Axel Johnson då hon efterträdde sin mor Antonia Ax:son Johnson.
Hon är också styrelseordförande i Erik och Göran Ennerfelts fond för svensk ungdoms internationella studier samt Axel och Margaret Ax:son Johnsons stiftelse. Caroline Berg är ledamot av styrelsen i Axfast, Axfood, Novax och Handelshögskolans Advisory Board. Därtill är hon styrelseordförande i stiftelsen The Global Village, som bland annat står bakom Järvaveckan.
År 2022 utsåg Dagens Industri henne till Näringslivets mäktigaste kvinna.
Hon har två barn.